# Kemptner Kopf
Kemptner Kopf är ett berg i Österrike, på gränsen till Tyskland. Det ligger i den västra delen av landet, 500 km väster om huvudstaden Wien. Toppen på Kemptner Kopf är 2 191 meter över havet, eller 97 meter över den omgivande terrängen. Bredden vid basen är 0,34 km.
Terrängen runt Kemptner Kopf är bergig åt nordost, men åt sydväst är den kuperad. Runt Kemptner Kopf är det ganska glesbefolkat, med 26 invånare per kvadratkilometer.. Närmaste större samhälle är Mittelberg, 4,3 km nordväst om Kemptner Kopf. 
Trakten runt Kemptner Kopf består i huvudsak av gräsmarker.